# Willis Lamb
Willis Eugene Lamb Jr. (Los Angeles, 12 luglio 1913 – Tucson, 15 maggio 2008) è stato un fisico statunitense, vincitore, insieme a Polykarp Kusch, del premio Nobel per la fisica nel 1955, per «le sue scoperte riguardanti la struttura fine dello spettro dell'idrogeno».

## Vita privata
Nel 1996 sposa la fisica statunitense Bruria Kaufman, dalla quale divorzia però alcuni anni dopo.